# Kostel svatého Petra (Louny)
Kostel svatého Petra je římskokatolický kostel ve městě Louny (Žatecké předměstí) v okrese Louny. Zdivo jeho západního průčelí a navazující jižní části lodi je románské, loď a presbytář byly postaveny v letech 1456–1463. V 70. letech 19. století byl upraven Josefem Mockerem. Kostel je chráněn jako kulturní památka České republiky. Býval filiálním kostelem děkanství Louny, od 80. let 18. století přestal sloužit bohoslužebným účelům. V současné době je využíván jako příležitostný koncertní sál.

## Historie
Stáří kostela sv. Petra je nutno vidět v kontextu dějin Loun. S největší pravděpodobností se k Lounům vztahuje listinné falzum z roku 1115, ve kterém kníže Vladislav I. daroval benediktinskému klášteru v Kladrubech vesnici Lúny. Ještě v 1. polovině 13. století byly Louny vesnicí, která mezitím přešla do šlechtických rukou. Tato vesnice se rozkládala poblíž brodu přes Ohři v prostoru okolo dnešního kostela sv. Petra. K založení královského města Loun došlo někdy po polovině 13. století na zeleném drnu necelý kilometr východně od původní vesnice. Vzhledem k existenci románského zdiva v západním průčelí kostela je zřejmé, že kostel tvořil centrum duchovní správy v původní vesnici Lúna.

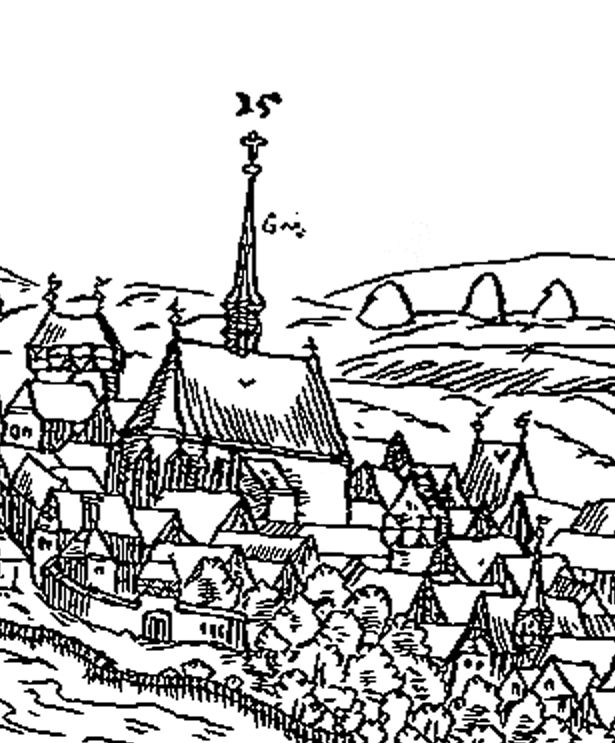
Výsek z Willenbergovy veduty Loun z roku 1602 s vyobrazením kostela sv. Petra

 První písemná zmínka o Svatém Petrovi je ale podstatně mladší. V nejstarší lounské účetní knize existuje záznam, že roku 1359 daroval krejčí Mikeš kostelu jeden ort. Posléze až do poloviny 15. století se kostel sv. Petra objevuje v pramenech jako objekt zbožných darů lounských měšťanů.
Postavení kostela v rámci lounské duchovní správy v předhusitské době není zcela jasné. V centrálních pramenech se lounský Svatý Petr jako farní neuvádí. V letech 1452–1455 platil daň z městiště fary sv. Petra měšťan Ondřej Čup a ještě v roce 1542 se uvádí svatopetrská fara v Široké ulici, která ke kostelu vedla. Poněvadž se ale ani v pramenech lounské provenience o svatopetrském faráři nemluví, jednalo se zřejmě o obydlí kaplana, který měl svatopetrský kostel na starosti a pro jehož obydlí se užíval název fara.
Městská rada se začala zabývat plány na přestavbu kostela poprvé roku 1451, paradoxně v době, kdy vrcholily neshody mezi městem a Jiřím z Poděbrad. Snad i proto se se stavebními pracemi začalo až roku 1455, nejprve opravou dnes již nestojící kostnice. O rok později se už na přestavbě kostela intenzívně pracovalo. V účetní knize, editované Jaroslavem Vanišem, jsou zachycené výdaje za lámání a nákup stavebního kamene. Stavitelem kostela byl zřejmě Mikuláš Provod. Zmíněná účetní kniha obsahuje záznam z července 1456, ve kterém jsou retrospektivně vyúčtovány práce na kostele sv. Petra. Peníze byly vyplaceny Nicolao Provodoni cum suis sociis. V roce 1462 byl presbytář opatřen krovem, o rok později byla stavba dokončena.

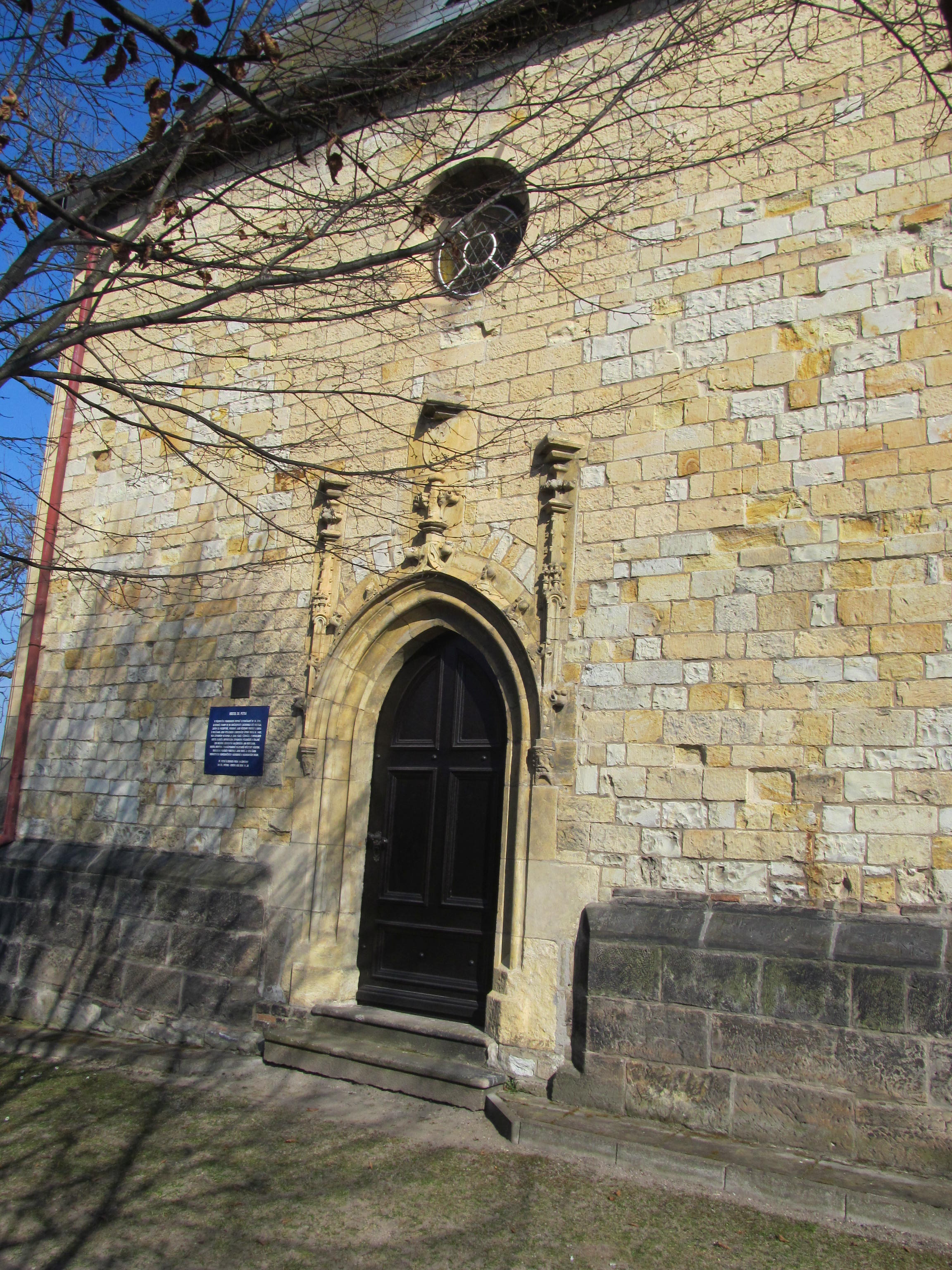
Západní průčelí kostela s románským zdivem a pozdně gotickým portálem

 Je pravděpodobné, že už ve středověku stála v areálu kostela zvonice. Na začátku 17. století se při Svatém Petru stavěla zvonice nová. Její vybudování roku 1613 zachycují jak městské účty, tak soudobá kronika Pavla Mikšovic. Jednalo se zřejmě o dřevěnou stavbu s kamennou podezdívkou; do dnešní doby se – stejně jako kostnice – nedochovala. Tím byla předbělohorská podoba kostela dokončena.
Od založení obklopoval kostel hřbitov, který se v 16. století stal hlavním městským pohřebištěm. Zřejmě i z toho důvodu se kolem něj roku 1542 stavěla nová zeď. V 70. letech 16. století byly do kostelního areálu se hřbitovem pořízeny nové portály, zdobené plastickou výzdobou. Pořídil ji sochař Vincenc Strašryba, v té době usazený v Lounech. Traduje se, že součástí východního portálu byl i reliéf Vzkříšení Lazara, dnes vezděný ve věži místního kostela Matky Boží. Po třicetileté válce, roku 1651, bylo nutné kostel nákladem 100 kop opravit. V roce 1726 se rozebrala a odstranila sanktusová věžička na střeše.
V rámci josefínských reforem byl v roce 1789 Svatý Petr spolu s oběma ostatními lounskými filiálními kostely zrušen. O tři roky později ho od náboženské matice zakoupilo město Louny. V roce 1827 byl kostel pronajat Abrahamu Mendelovi. Roku 1871 koupil kostel od města cítolibský podnikatel František Hýra, který ho plánoval přestavět na rodinné mauzoleum. Vypracováním příslušného projektu pověřil Hýra architekta Josefa Mockera, který rovněž pocházel z Cítolib. Podle Mockerova plánu byla na jižní straně postavena schodišťová věžička a střecha opatřena novým sanktusníkem. V říjnu 1873 byla na věžičku slavnostně nasazená pozlacená báň. Hýra však zkrachoval a ještě v roce 1873 kostel městu vrátil. Od roku 1892 kostel užívala lounská evangelická církev. Vzhledem ke špatnému stavu ale musel být po čase uzavřen. Po 2. světové válce sloužil kostel jako nepřístupné lapidárium Okresního muzea v Lounech. V 1. desetiletí 21. století financovalo město Louny celkovou rekonstrukci kostela. V roce 2006 nad ním převzala patronát místní Základní umělecká škola, která v něm pořádá koncerty.

## Architektura
Kostel svatého Petra je orientovaná stavba. Kompozičně je složena z lodi a polygonálního presbytáře sklenutého dvěma poli křížové klenby.

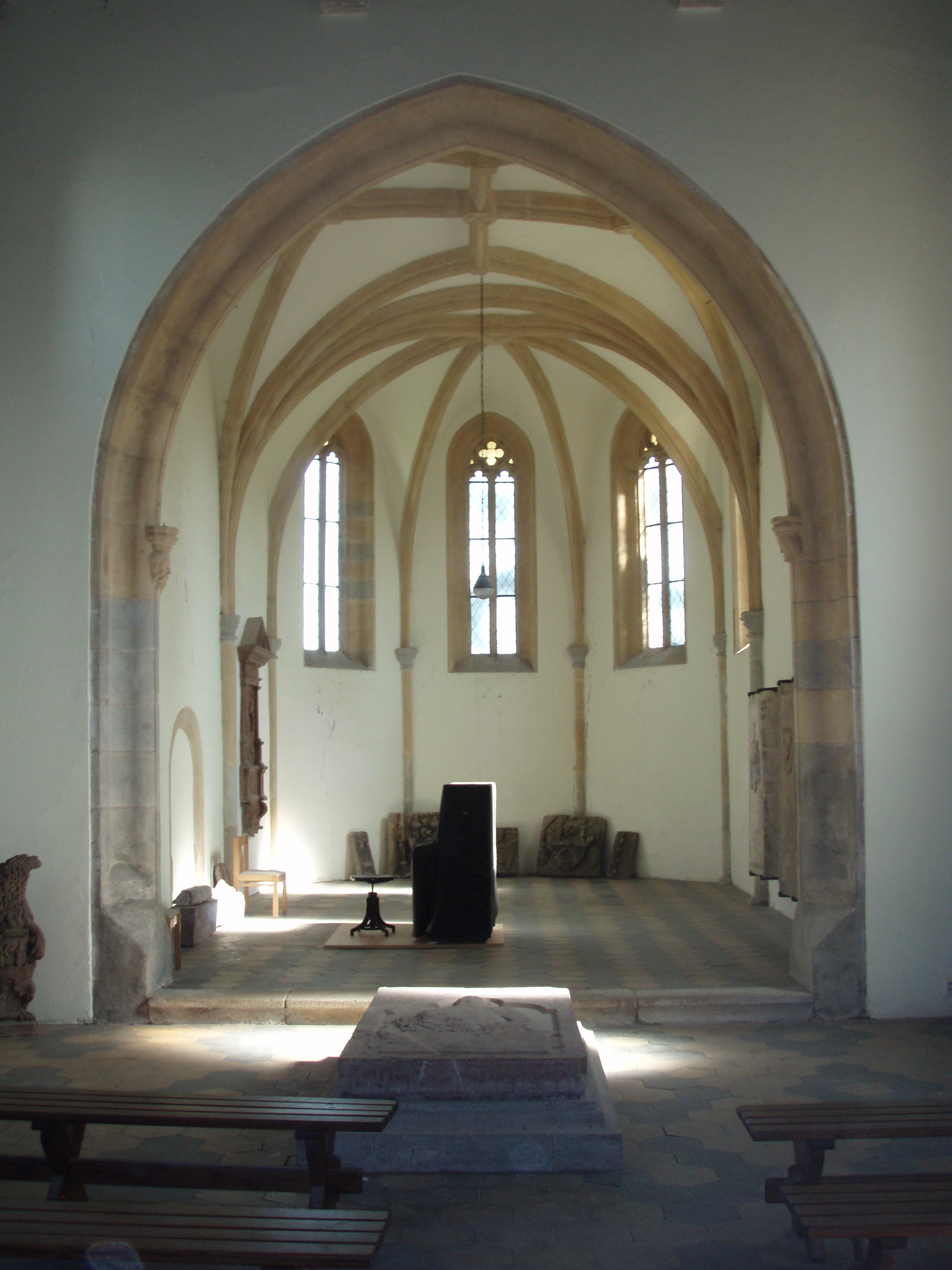
Presbytář kostela

 Loď je plochostropá. Kostel měl tři portály: na severní, západní a jižní straně. V současnosti je používaný pouze fiálami a kraby zdobený portál západní, nad nímž je vytesaný erb Světeckých z Černčic. Podle zjištění Jana Muka je zdivo západního průčelí kostela a části na něj navazujícího zdiva jižní části lodi románské, snad ze 12. století. Dokládá to existence typického kvádříkového zdiva a jeho tloušťka 110 cm, větší, než u ostatních částí stavby.
Na jižní straně lodi je Mockerem přistavěná vížka vedoucí na kruchtu, jedno hrotitě zaklenuté okno a vedle něj zazděný portál, vedoucí k již neexistující venkovní kazatelně. Ze severní strany je kostel osvětlen třemi menšími hrotitými okny, západní je rovněž výsledkem Mockerovy přestavby.
Presbytář je podepřen šesti opěráky. Ve štítcích na jejich vrcholu se částečně dochovala plastická výzdoba: půlměsíc s hvězdou z lounského městského znaku, český lev a klíče jako symbol svatého Petra, patrona kostela. Na dolním výstupku jihovýchodního opěráku je reliéf hlavy Krista. Na různých částech budovy jsou rozptýlené dobře patrné kamenické značky.
Intaktně je dochována hřbitovní zeď se dvěma Strašrybovými portály. Měšťanské náhrobky z 16. – 18. století, které byly umístěny na její vnitřní straně, byly spolu s obloukovými arkádami použity na stavbu městského pivovaru v roce 1812. Na hřbitově je pohřbený zdejší rodák Karel Konrád.

## Galerie

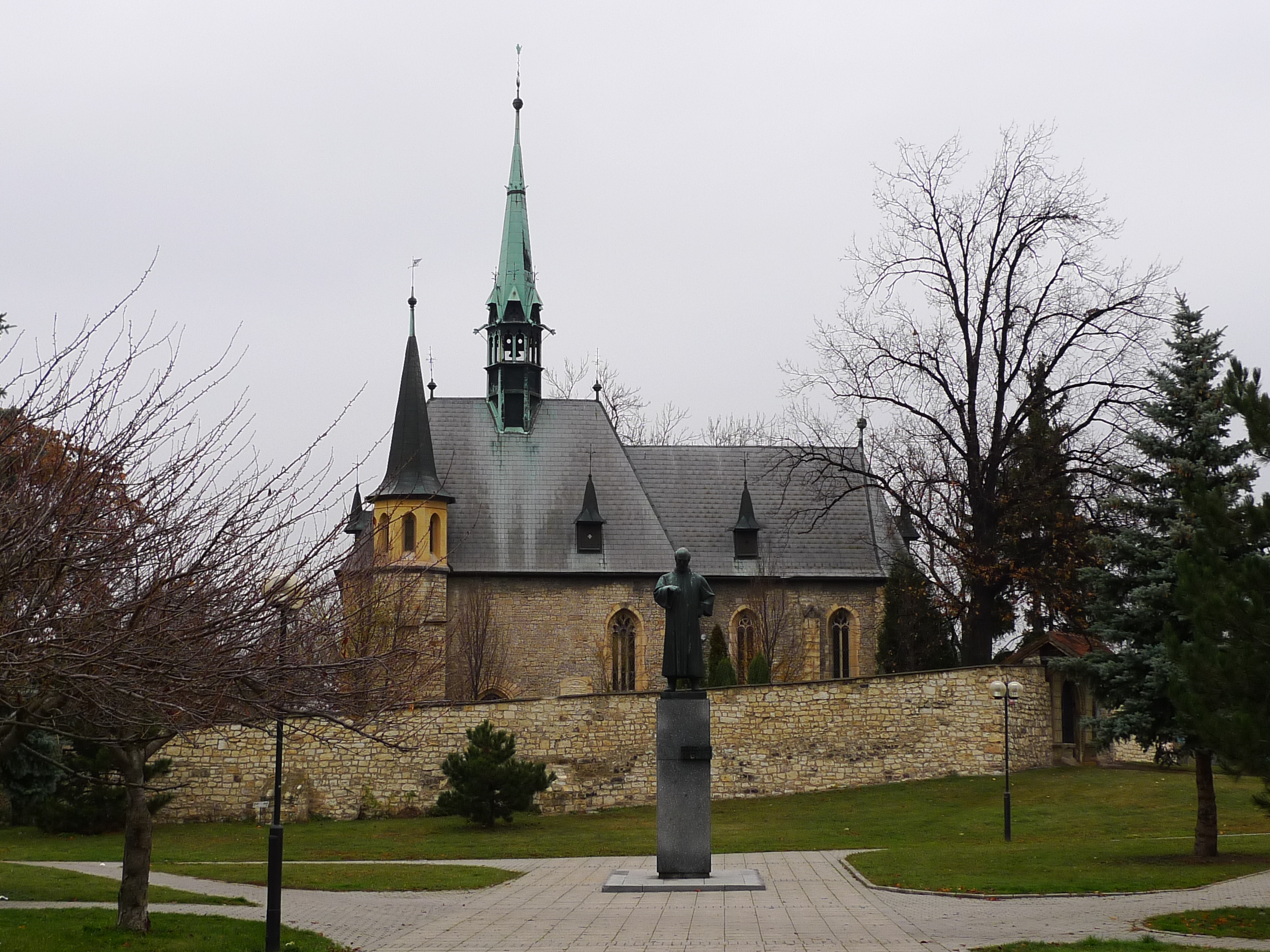
Kostel se hřbitovní zdí a sochou Benedikta Rejta
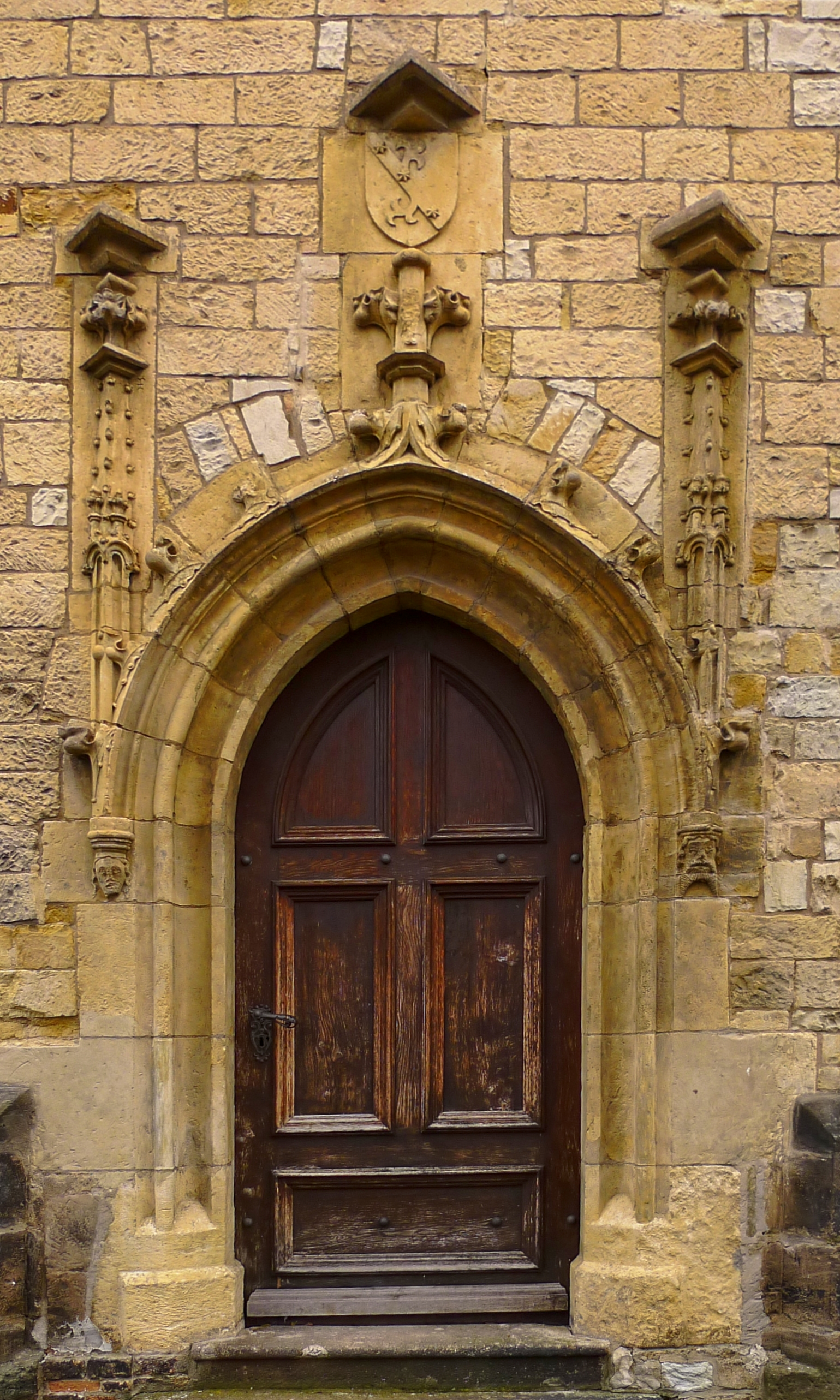
Portál v západním průčelí kostela
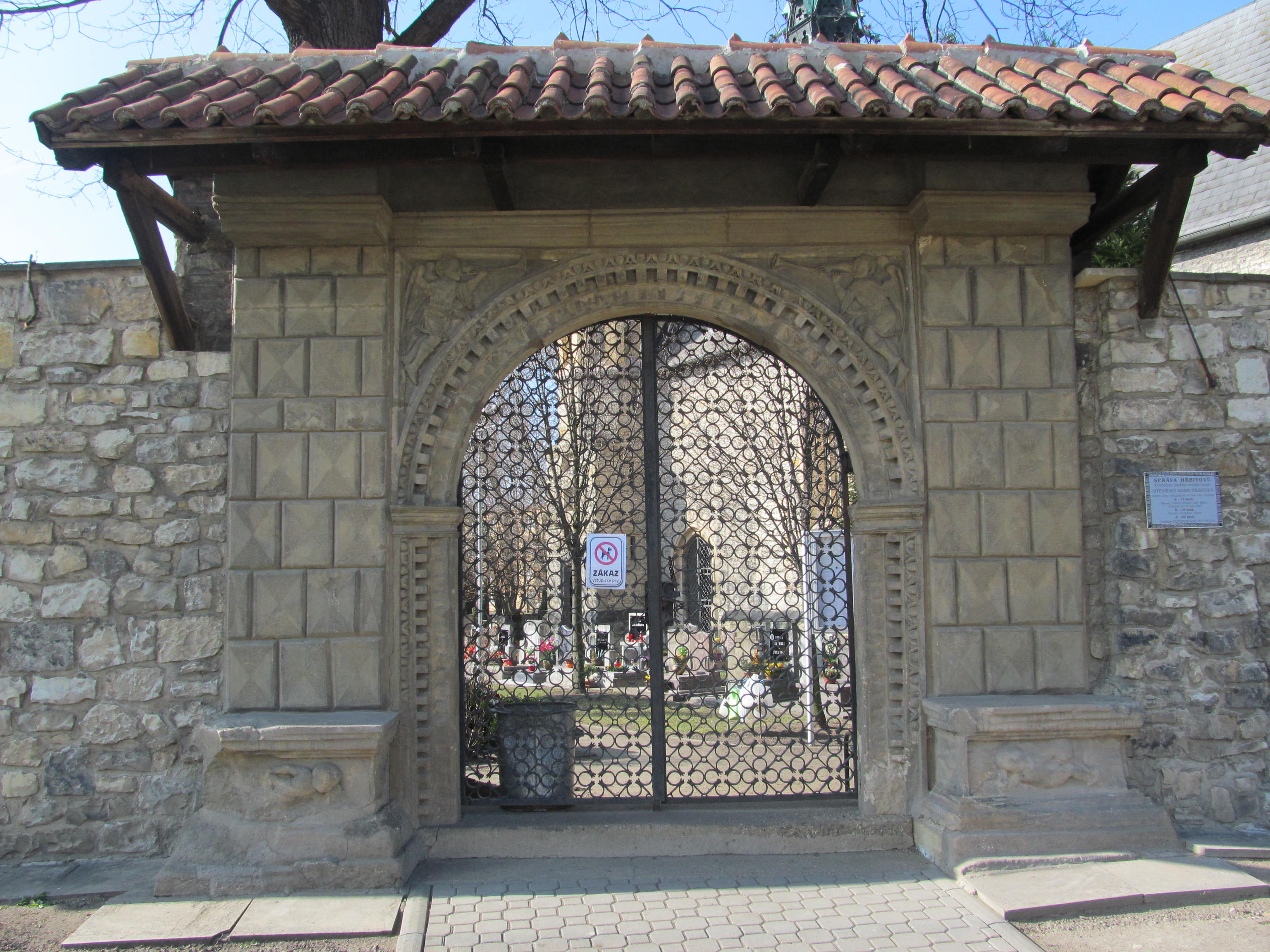
Východní hřbitovní brána
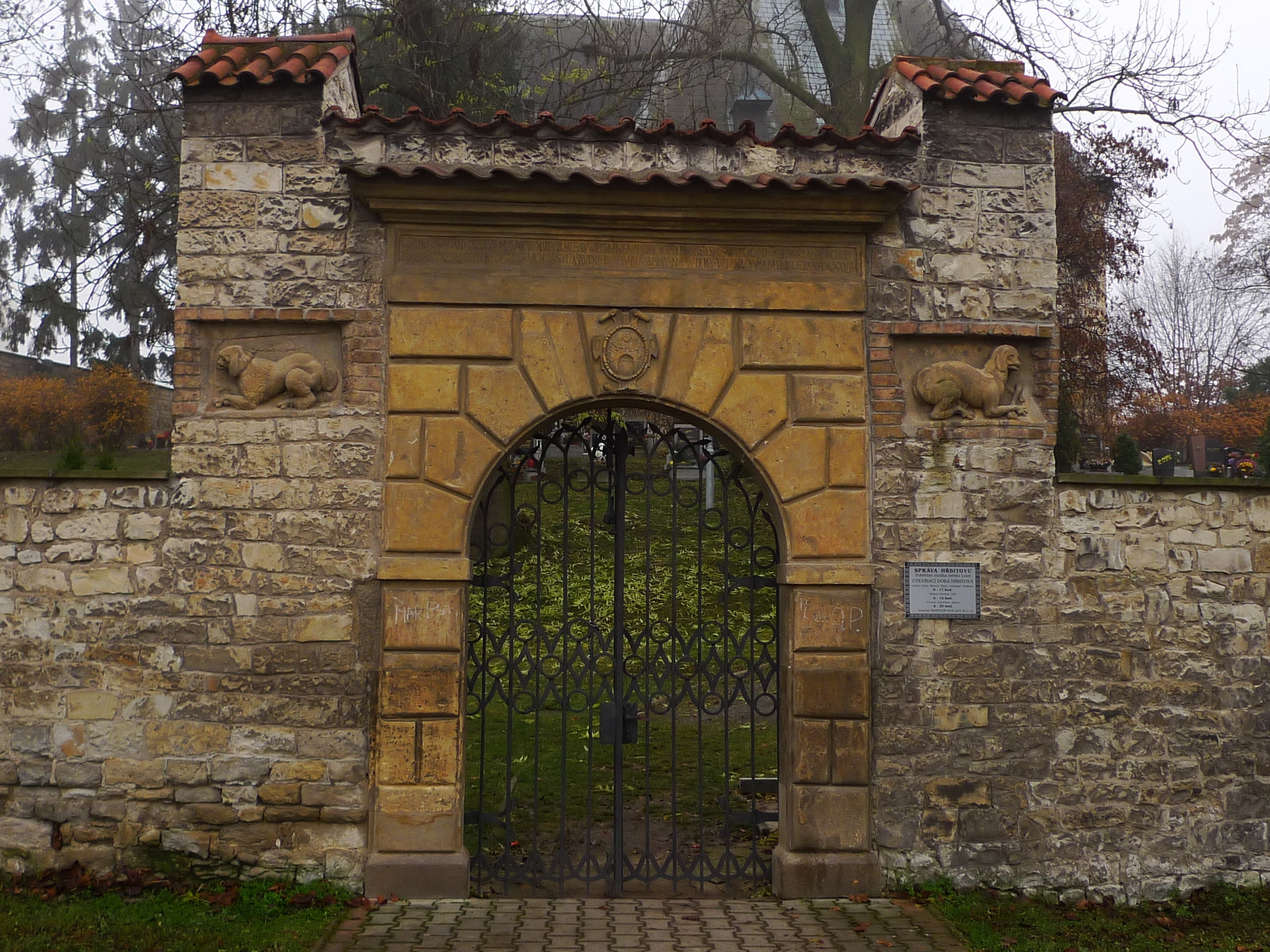
Severní hřbitovní brána
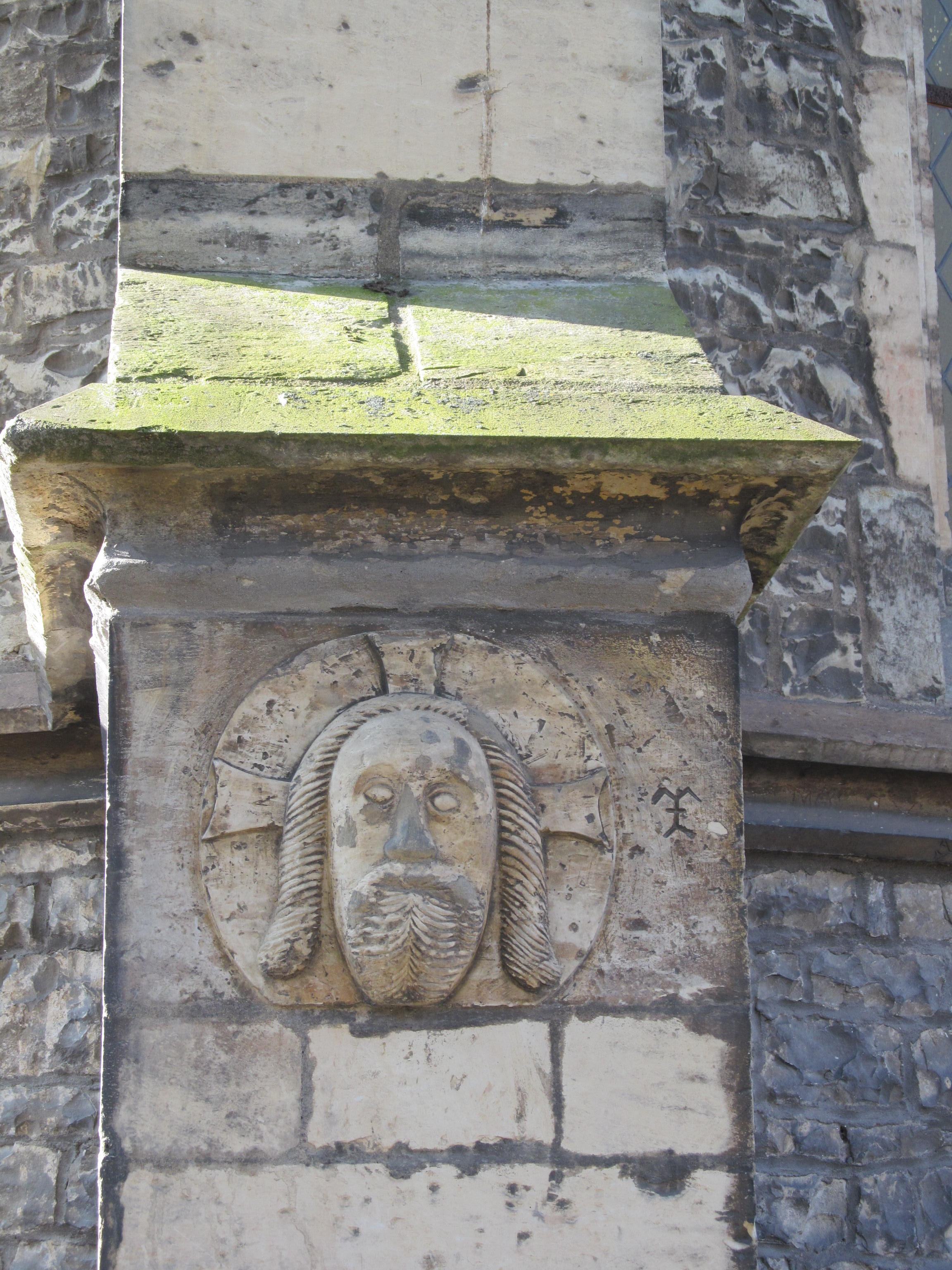
Hlava Krista na jednom z opěráků
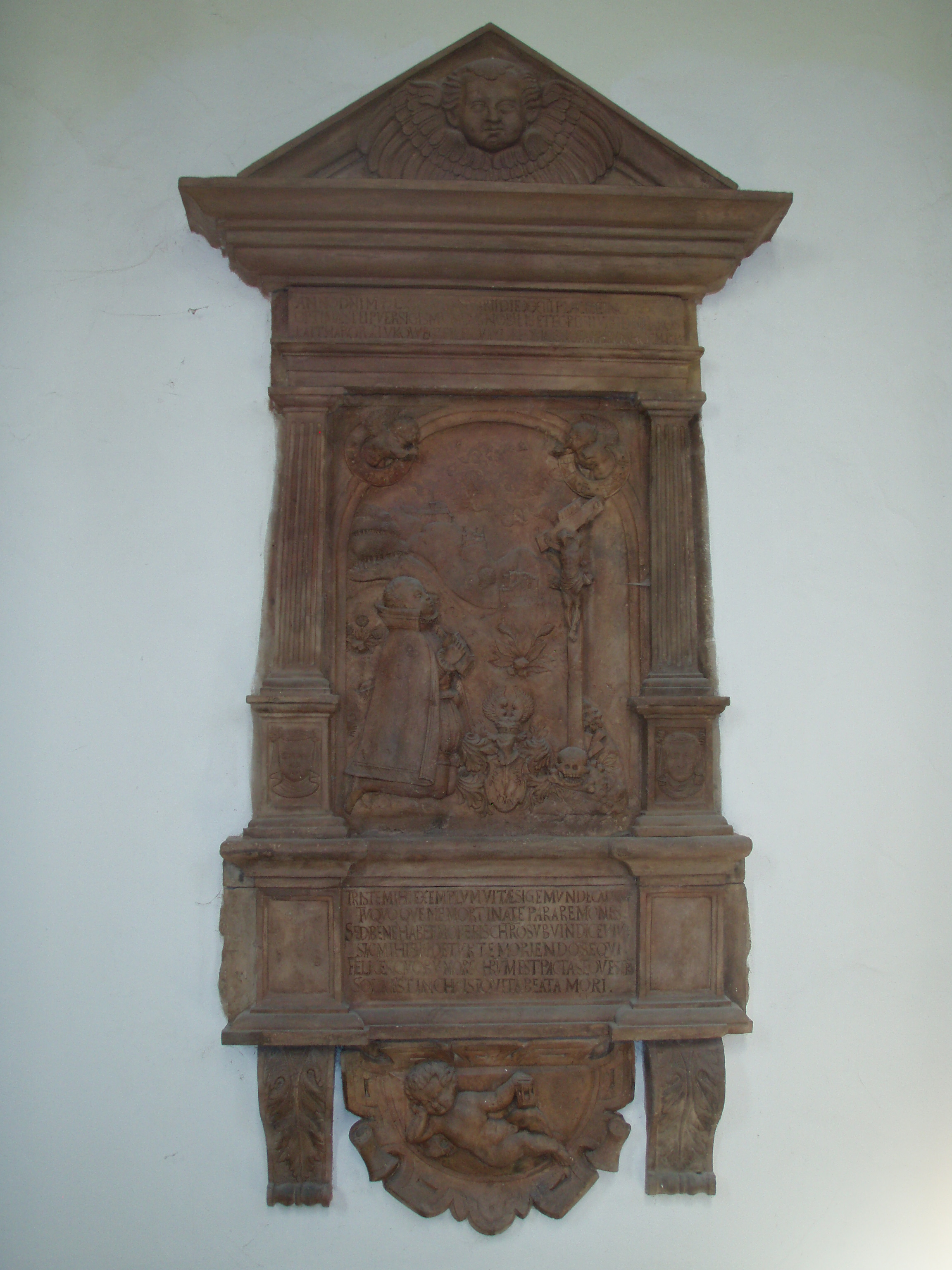
Náhrobek Zikmunda Tábora z Lukovec z roku 1577 umístěný v interiéru kostela
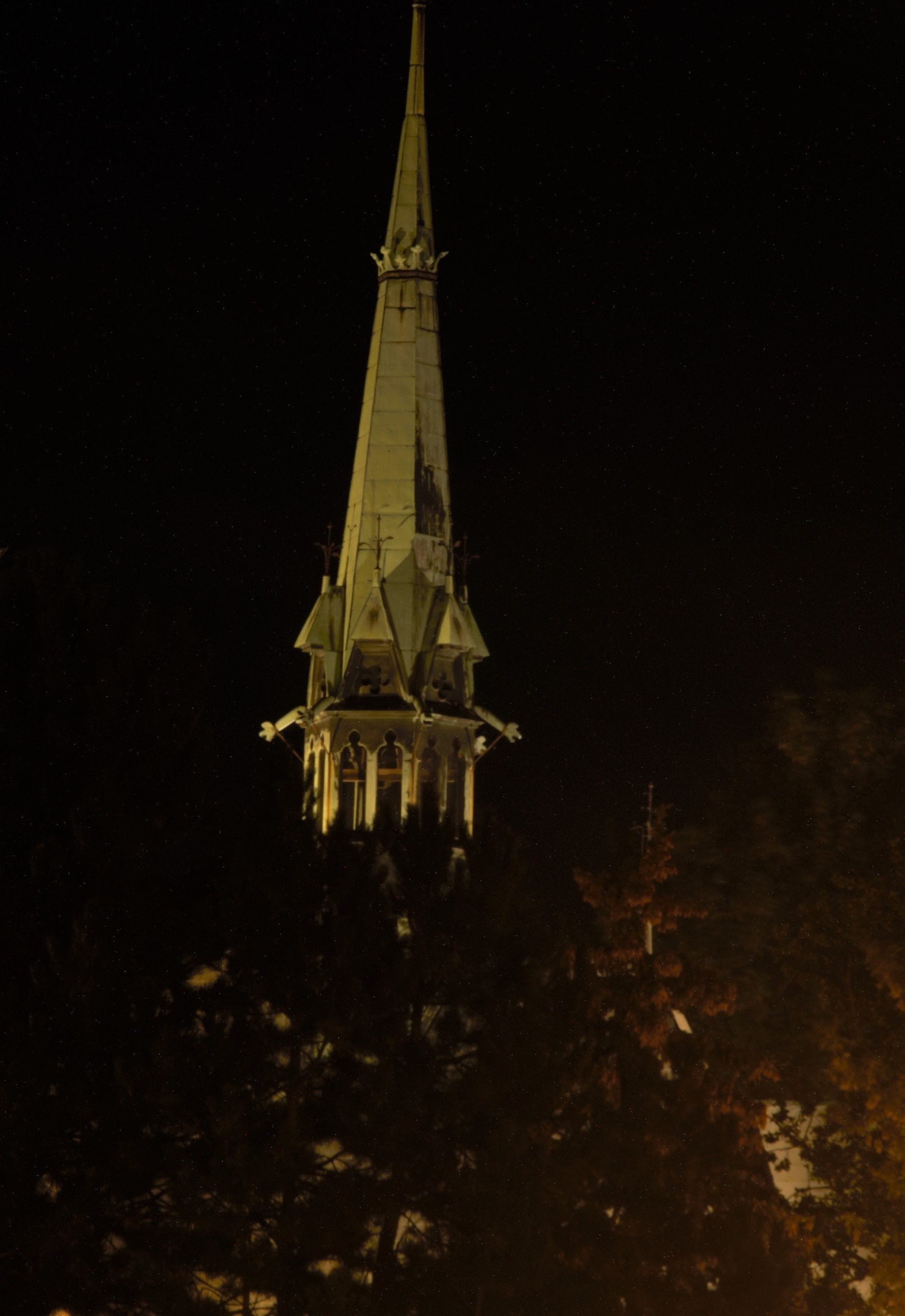
Noční foto hlavní věže kostela